# Piculus leucolaemus
Piculus leucolaemus е вид птица от семейство Picidae.

## Разпространение
Видът е разпространен в Боливия, Бразилия, Еквадор, Колумбия, Панама и Перу.